# Nes (Eysturoy)
Nes [neːs] és un poble sutuat al sud de l'illa d'Eysturoy, a les illes Fèroe. Forma part del municipi de Nes, tot i que qui n'exerceix la capitalitat és el poble més gran de Toftir. L'1 de gener del 2021 tenia 168 habitants.
El poble de Nes s'assenta en una estreta franja de la costa sud-occidental de l'illa, just a l'entrada del fiord de Skálafjørður. Nes constitueix l'extrem sud d'una conurbació que s'estén pel fiord des de Glyvrar, població del veí municipi de Runavík. Aquesta zona urbana inclou més de 3.000 habitants.

## Història
Nes significa "cap" en feroès. El poble surt a la documentació per primer cop al segle xiv, en el document anomenat Hundabrævið. Es diu que Heini Havreki, primer rector luterà de les Fèroe, va establir la seva parròquia a Nes en 1541.
La seva església parroquial, d'arquitectura tradicional en fusta, va ser construïda en 1843. A Nes van servir de rectors Venceslaus Ulricus Hammershaimb, el pare de la llengua feroesa moderna, i Fríðrikur Petersen, un dels més reconeguts poetes de les Fèroe. També és la localitat d'origen de Jens Christian Djurhuus, primer escriptor en utilitzar la llengua feroesa.

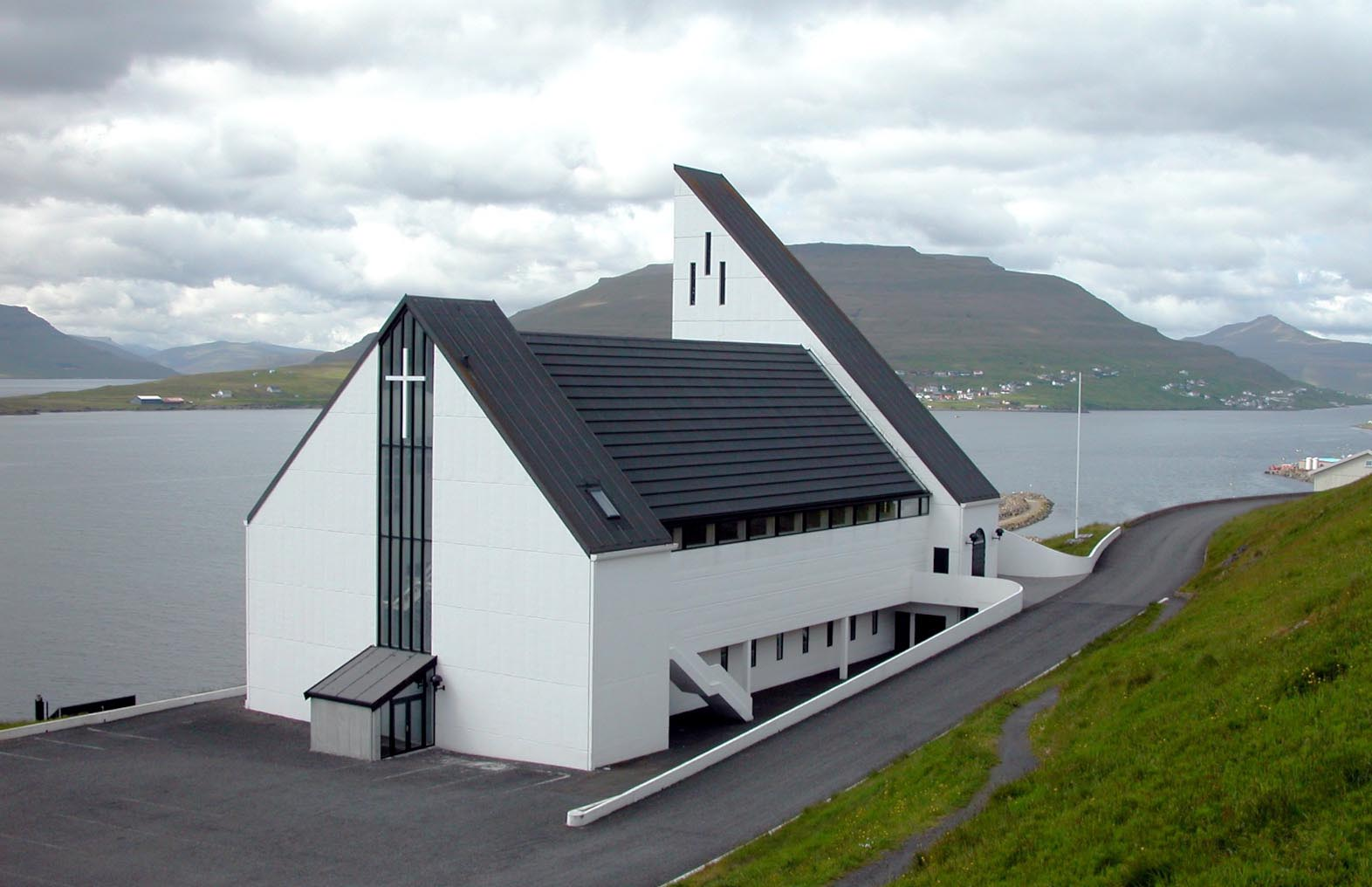
Esflésia de Frederic (Fríðrikskirkjan).

Durant la Segona Guerra Mundial, els britànics van instal·lar dos canons a Nes per protegir l'entrada del fiord. Un d'aquests canons encara roman en la seva posició original.
Després de la guerra s'hi va construir un nou port. A la dècada de 1990 es va erigir una església d'arquitectura moderna, coneguda com l'església de Fríðrikur (Fríðrikskirkjan) -anomenada així en honor de Fríðrikur Petersen- que commemora l'establiment de la primera parròquia luterana en sòl feroès, al segle xvi.
Nes va formar un municipi independent el 1967, quan es va segregar del municipi de Skali (avui desaparegut com a entitat administrativa).